# Schwanenhaus

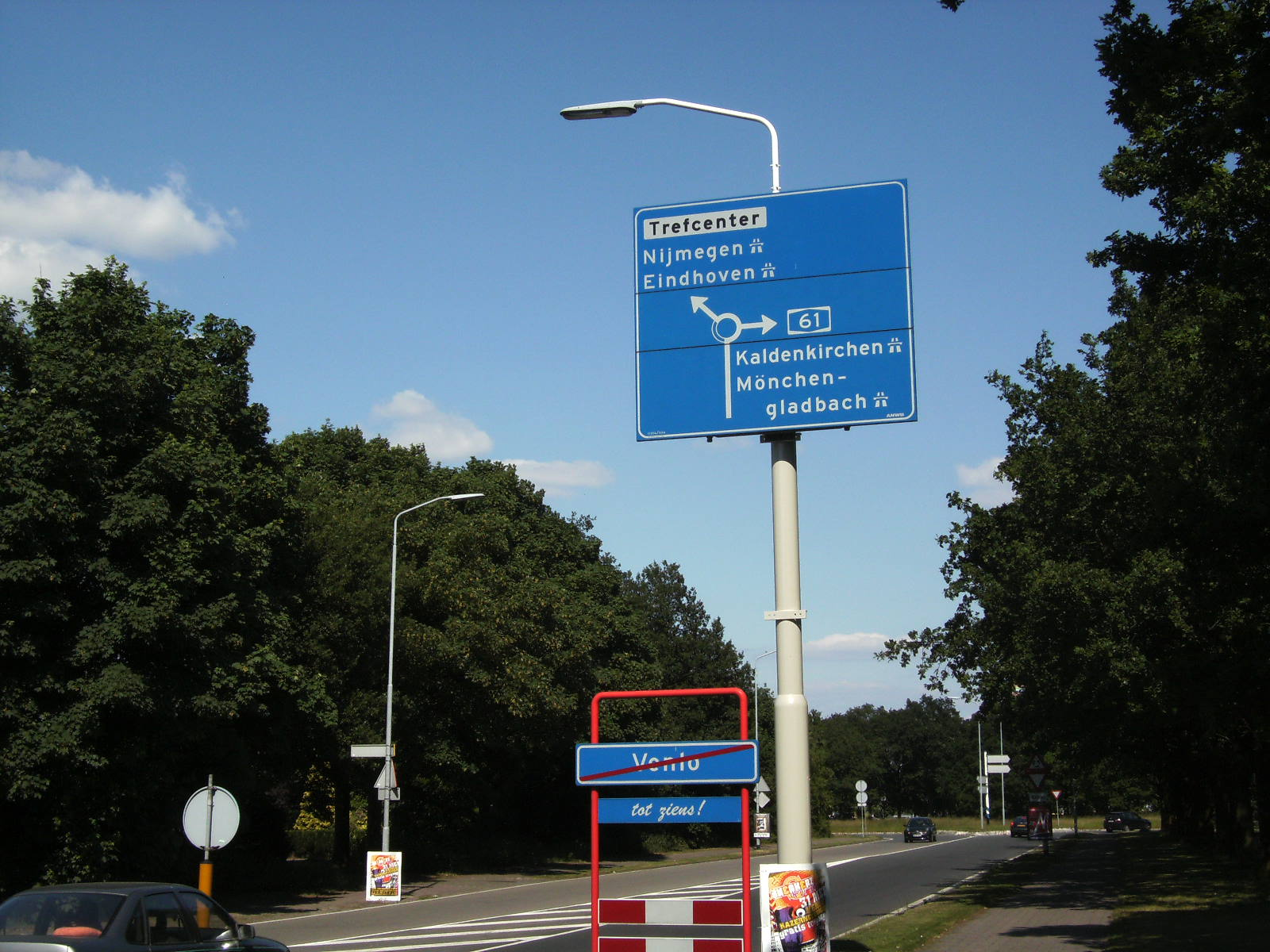
Nabij grensovergang Schwanenhaus

Schwanenhaus is de Duitse zijde van de oude grensovergang van Venlo naar de Linksrheinische Autobahn A61. Sinds april 2012 komt de A61 niet meer aan bij de grensovergang Schwanenhaus, maar sluit de A61 aan op de Nederlandse rijksweg A74. Feitelijk betreft Schwanenhaus het gebied gelegen tussen Restaurant de Kraal (Kaldenkerkerweg 186) en Klooster Dominicanessen van Bethanië aan Nederlandse zijde. Beide zijden liggen geheel los van de bebouwde kommen van enerzijds Venlo en anderzijds Kaldenkirchen, waardoor deze lintbebouwing een eigen gemeenschap vormt, in zoverre dat in deze moderne tijd nog gesteld kan worden.
Schwanenhaus is de straatnaam van de Duitse zijde van de oude grensovergang. Het gebied aan de Nederlandse zijde van de grens heet officieel Keulse Barrière, maar in de volksmond is de Duitse naam gebruikelijker. Dit mede omdat tot eind jaren 90 een groot truckersrestaurant en -verblijf gelegen was op Bevrijdingsweg 12/14 die de naam Schwanenhaus droeg. In dit pand zijn later koffieshops Roots / Oase gevestigd geweest toen die uit de binnenstad moesten verdwijnen.
Tot 2012 sloot de Nederlandse grens aan op de Linksrheinische Autobahn A61, maar sindsdien is de snelweg verlegd en sluit deze aan op de Nederlandse rijksweg A74 richting knooppunt Tiglia, alwaar de weg verder gaat in de A73. Dit gebied is sindsdien bereikbaar via afrit 1b van de BAB61 'Venlo-Ost'.

## Geschiedenis
In 1823 is het eerste Pruisische douanekantoor geopend aan de grensovergang Venlo-Kaldenkerken/Nettetal. In 1905 is een nieuw douanekantoor gebouwd dat dienst heeft gedaan tot de opening van de Autobahn A61 in 1972. In de douanekantoren van 1972 waren de Nederlandse en de Duitse douane in één gebouw ondergebracht.
Bij de opening van de A61 werd de  grensovergang aan de Bevrijdingsweg gesloten voor auto's, alleen fietsers en voetgangers kunnen de grens hier nog passeren.
Tot 1972 was Schwanenhaus een locatie van grote betekenis voor de internationale betrekkingen en transport. In die tijd hebben zich aan beide zijden van de grens veel internationale transportondernemingen hier gevestigd, zoals bijvoorbeeld Frans Maas. Ook waren er hier veel tankstations gevestigd en op de grens bevonden zich tevens enkele drukbezochte cafés en diverse hotels. Met het wegvallen van de grensactiviteiten zijn veel van deze activiteiten vertrokken uit het gebied. Er zijn woningen afgewisseld met nog diverse bedrijven gebleven.
Schwanenhaus kenmerkt zich door een unieke inrichting die voortkomt uit haar roemrijke geschiedenis. Vrijwel alle panden in het gebied hebben een unieke bouw, een ongecontroleerde mengeling van vele stijlen. Er zijn duidelijke Duitse bouwstijlen zichtbaar. Men vindt er ook boerderijgebouwen, 'moderne' jaren 60 woningen en industriële panden in diverse stijlen. Daarnaast kent het gebied twee kloostergebouwen. Vrijwel ieder gebouw heeft zijn eigen karakter en er is feitelijk geen samenhang tussen de verschillende panden.

## Bedrijventerrein
Met het wegvallen van de controles aan de Europese binnengrenzen per 1 januari 1993 zijn veel van de grensactiviteiten verdwenen. Wel zijn er nog een aantal bedrijven gevestigd, vooral aan de Nederlandse zijde en op het gebied van transport en logistiek. Het terrein is via het grensoverschrijdende samenwerkingsverband VeNeTe (Venlo-Nettetal-Tegelen) verbonden met het Duitse bedrijventerrein Kreuzackerfeld.